# Chruplavník větší
Chruplavník větší (Polycnemum majus) je vyhynutím ohrožená drobná, nenápadně kvetoucí bylina která je v české přírodě považována za archeofyt. Je jedním ze dvou druhů rodu chruplavník které v současnosti v Česku rostou.

## Výskyt
Vyskytuje se od západní přes střední a východní Evropu a dále jihem Ruska a kolem Kavkazu až do Kazachstánu. Druhotně se dostal i do Spojených států a Kanady.
V České republice nebyl nikdy příliš hojný, v současnosti je přímo vzácný. Ojediněle jej lze nalézt v nížinách a pahorkatinách teplých oblastí, nejčastěji je jeho výskyt hlášen v Polabí a ve středních Čechách.

## Ekologie
Konkurenčně slabý druh který roste na plochách často narušovaných nebo s nezapojenou vegetací. Vyskytuje se většinou na vápencových a dalších bazických podkladech na skalnatých a travnatých svazích, na písčitých polích a úhorech, náspech, skládkách a okolo štěrkových cest.

## Popis
Jednoletá rostlina s 8 až 35 cm dlouhou vystoupavou nebo poléhavou lodyhou která je již od báze rozvětvená a vyrůstá z niťovitého a málo větveného kořene; někdy bývají lodyhy jen do 5 cm dlouhé a nevětvené. Lodyhy i větve jsou v mládí kadeřavě chlupaté, později olysávají. Jsou hustě porostlé střídavými, tuhými, vzhůru odstávajícími až přitisklými listy které jsou zelené až modrozelené, mají šídlovitý tvar a bývají dlouhé okolo 10 mm.
Po celé délce lodyh i větví jednotlivě vyrůstají z paždí listenů podobných listům drobné světle nahnědlé květy květy. Jsou oboupohlavné a na krátké stopce mají dva blanité listence s dlouhou odstávající špičkou. Listence jsou nejméně dvojnásobně delší než blanité pětičetné okvětí které kryje tři tyčinky a semeník s ve dvě přisedlé blizny. Kvetou od července do září, opyluji se větrem. Rozmnožují se pouze semeny, což jsou žlutohnědé nažky obalené trvalým okvětím dlouhé 1,5 až 2 mm. Ploidie druhu je 2n = 54.

## Možnost záměny
Chruplavníku většímu se podobá ve stejném prostředí rostoucí chruplavník rolní. Rozlišujícím znakem je délka blanitých listenců, u chruplavníku většího jsou nejméně dvojnásobně delší než okvětí pod kterým rostou, kdežto u chruplavníku rolního jsou stejně dlouhé nebo o málo kratší.

## Ohrožení
Tato planě rostoucí rostlina z přírody Střední Evropy znatelně mizí a v mnoha zemích je považována za ohroženou. V ČR je „Červeným seznamem cévnatých rostlin České republiky“ prohlášen za druh kriticky ohrožený (C1t).